# دهستان نارپ
دهستان نارپ یکی از دهستان‌های بخش نگار شهرستان بردسیر در استان کرمان ایران است.

## جمعیت
جمعیت این دهستان براساس سرشماری مرکز آمار ایران در سال ۱۳۹۵، جمعیت آن ۶۱۱۲ نفر (در ۱۶۳۹ خانوار) بوده‌است.